# Takeshi Ojitani
Takeshi Ojitani –en japonés, 王子谷剛志, Ojitani Takeshi– (Izumisano, 9 de junio de 1992) es un deportista japonés que compite en judo.
Ganó una medalla de bronce en el Campeonato Mundial de Judo de 2017 y una medalla de plata en el Campeonato Asiático de Judo de 2012. En los Juegos Asiáticos de 2014 obtuvo la medalla de oro en la categoría de +100 kg

## Palmarés internacional
| Campeonato Mundial  | Campeonato Mundial      | Campeonato Mundial | Campeonato Mundial |
| Año                 | Lugar                   | Medalla            | Categoría          |
| ------------------- | ----------------------- | ------------------ | ------------------ |
| 2017                | Marrakech (Marruecos)   | Medalla de bronce  | Abierta            |
| Juegos Asiáticos    |                         |                    |                    |
| Año                 | Lugar                   | Medalla            | Categoría          |
| 2014                | Incheon (Corea del Sur) | Medalla de oro     | +100 kg            |
| Campeonato Asiático |                         |                    |                    |
| Año                 | Lugar                   | Medalla            | Categoría          |
| 2012                | Taskent (Uzbekistán)    | Medalla de plata   | +100 kg            |